# Hariphunchai
Cette page contient des caractères thaïs. En cas de problème, consultez Aide:Unicode ou testez votre navigateur.
661–1292
Entités précédentes :
- Dvaravati

Entités suivantes :
- Lanna

Haripunchai (Hariphunchai ou Haribhunjaya, en pâli Haripunjaya) est un royaume môn du nord de l'actuelle Thaïlande, établi avant l'arrivée des Thaïs dans la région. Sa capitale était la ville actuelle de Lamphun, qui portait aussi le nom d'Hariphunchai. En 1292 Lamphun fut assiégée et conquise par les Thaïs du royaume de Lanna.

## Fondation
Selon deux chroniques, le Camadevivamsa et le Jinakalamali, la ville a été fondée par un ermite du nom de Suthep en 661, et le roi de Lopburi envoya sa fille Jamadevi pour devenir son épouse. Cependant cette date est maintenant considérée comme trop ancienne et la fondation réelle du royaume est placée aux alentours de 750[réf. souhaitée]. À cette époque, le centre de l'actuelle Thaïlande était dominé par différentes cités-états mônes, connues collectivement sous le nom de Dvaravati. La reine Jamadevi donna naissance à des jumeaux, l'aîné lui succédant sur le trône de Lamphun, tandis que l'autre devenait roi de Lampang, un peu plus à l'est.

## Expansion et chute

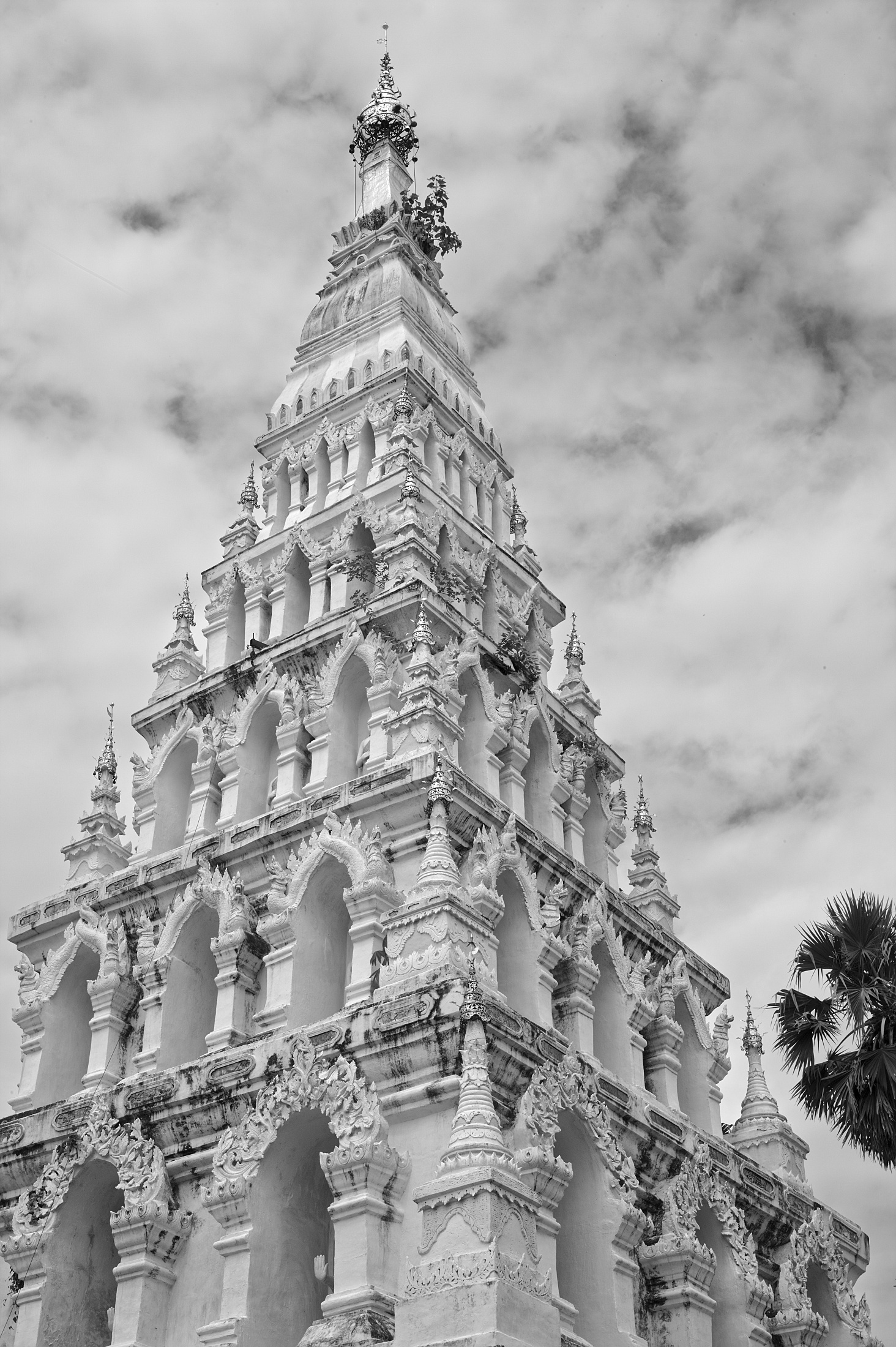
Wat Chedi Liam, montrant l'influence du style môn Haripunchai.

Les chroniques relatent que l'Empire khmer assiégea plusieurs fois en vain Hariphunchai au XIe siècle. Il est difficile de savoir si elles décrivent des événements réels ou légendaires : les autres royaumes de Dvaravati sont tombés sous la domination khmère à cette époque, notamment celui de Lavo.
Le début du XIIIe siècle fut l'âge d'or d'Hariphunchai, les chroniques ne parlant que d'activités religieuses et de constructions, et pas de guerres. Cependant la ville fut assiégée en 1292 par le roi thaï Mengrai, qui l'intégra à son royaume de Lanna.

## Souverains
Liste des monarques d'Hariphunchai selon le Tamnan Hariphunchai (Histoire du Royaume d'Hariphunchai)[réf. non conforme] :
| 1 Jamadevi (reine, vers 750) 2 Hanayos 3 Kumanjaraj 4 Rudantra 5 Sonamanjusaka 6 Samsara 7 Padumaraj 8 Kusadeva 9 Nokaraj 10 Dasaraj 11 Gutta 12 Sera 13 Yuvaraj 14 Brahmtarayo 15 Muksa | 16 Traphaka 17 Uchitajakraphad (roi de Lavo) 18 Kampol 19 Jakaphadiraj (roi d'Atikuyaburi) 20 Vasudev 21 Yeyyala 22 Maharaj (roi de Lampang) 23 Sela 24 Kanjana 25 Chilanka 26 Phunthula 27 Ditta 28 Chettharaj 29 Jeyakaraj 30 Phatijjaraj | 31 Thamikaraj 32 Ratharaj 33 Saphasith 34 Chettharaj 35 Jeyakaraj 36Datvanyaraj 37 Ganga 38 Siribun 39 Uthen 40 Phanton 41 Atana 42 Havam 43 Trangal 44 Yotta 45 Yip |